# إيدوارد ريتشاردسون
إدوارد ريتشاردسون  (10 تموز/ يوليو 1924 – 19 كانون الأول/ ديسمبر 2019)، مؤرخ طبيعي ومرشد للزوار في غابات ومتنزهات كونيتيكيت في الولايات المتحدة.

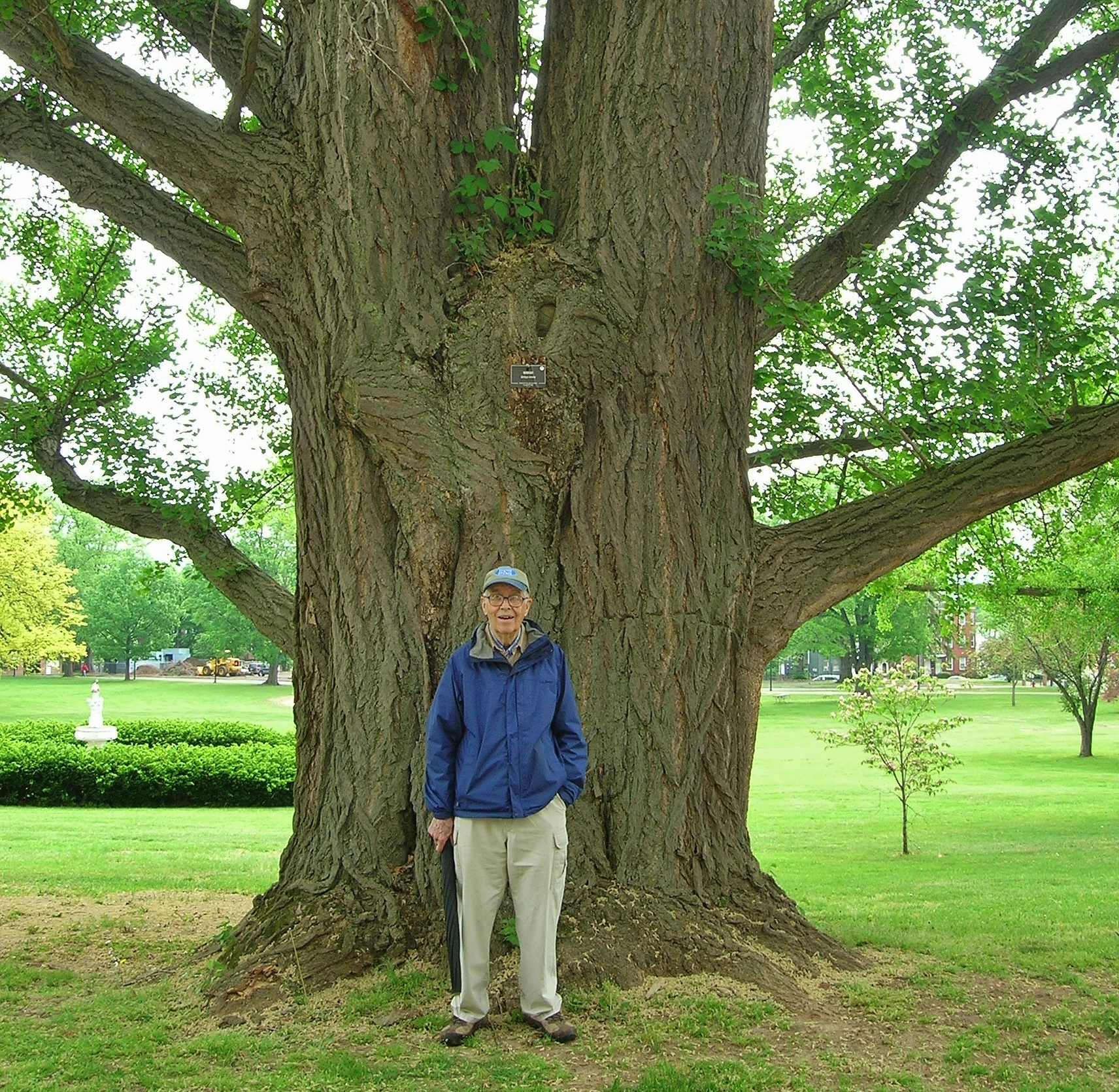
إدوارد ريتشاردسون أمام شجرة "كونيتيكت تشامبيون غينكو" في معهد الحياء في هارتفورد (2015)

## حياته
ولد في مانشستر وأتم دراسته فيها عام 1941. خدم عام 1943 في الحرب العالمية الثانية في فرقة المشاة الخامسة والسبعين في الجبهة الأوروبية. عمل في قطاع التأمين في ولاية كونيتيكت حتى تقاعده عام 1984. بعد تقاعده تعلم عن الأشجار بنفسه وأمضى سنينا في دراسة أشجار ولاية كونيتيكت حتى أصبح خبيرا بها. تطوع للعمل لساعات عديدة للعثور على أشجار مميّزة، كبيرة ومثيرة للاهتمام لقياسها وتصنيفها لدراسة استقصائية للأشجار البارزة لجمعية كونيتيكت النباتية ظهرت سنة 1989 في كتاب غلين درير «أشجار كونيتكت المميزة». رسم ريتشاردسون أيضا خريطة لمواضع أشجار متنزه بوشنيل ومعهد الإحياءومتنزه إيليزابيث ومقبرة سيدار هيل في هارتفورد. وقاد على مر السنين قاد ريتشاردسون عدة جولات بين الأشجار المتواجدة في كل أنحاء ولاية كونيتيكت. قدمت رابطة غابات ومتنزهات كونيتيكت لريتشاردسون شهادة رسمية صادرة عن مكتب حاكم الولاية دانييل مالوي تكريما له لسنوات خدمته لأشجار كونيتيكت (أنظر الصورة).

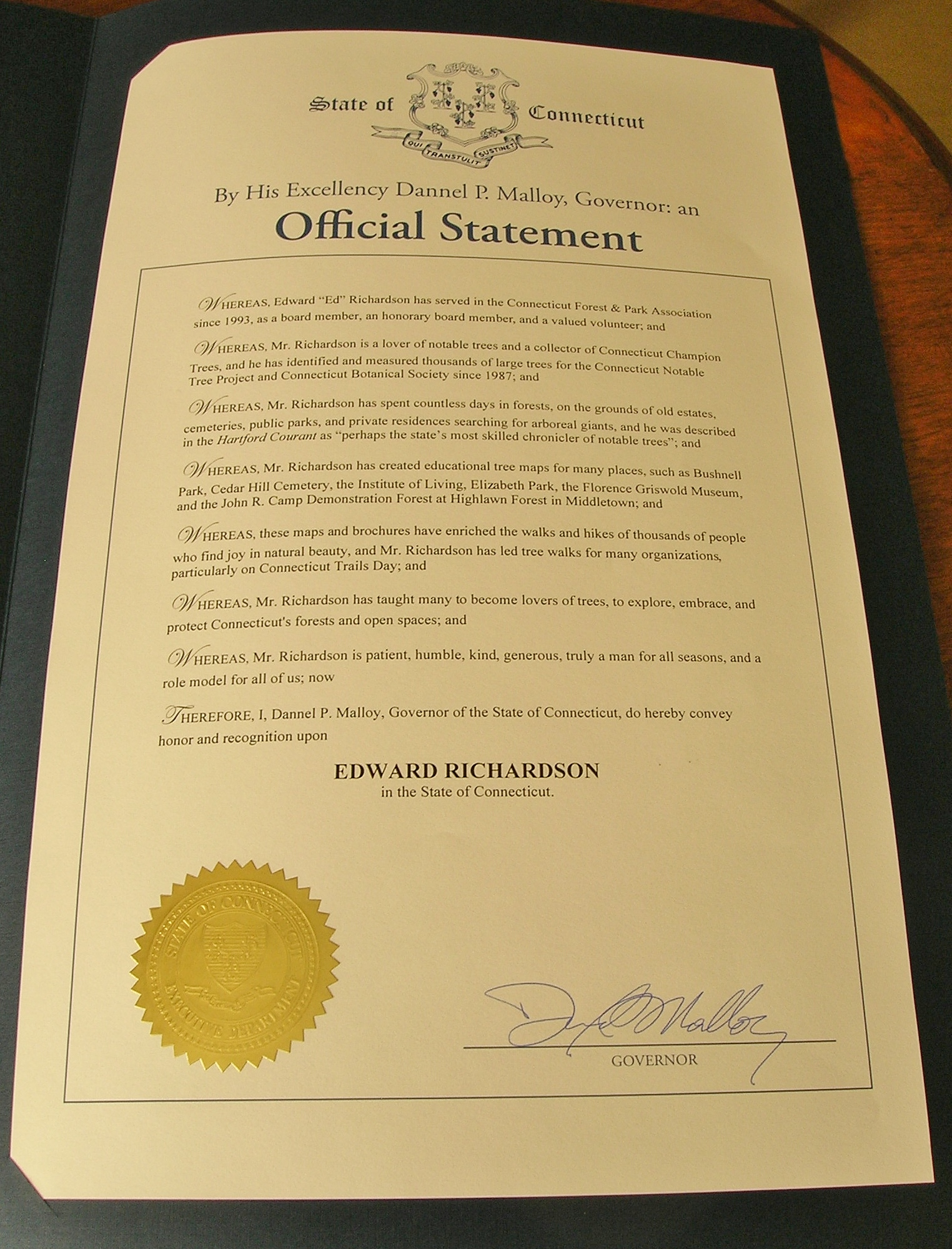
شهادة تقدير لخدمات ريتشاردسون صادرة عن حاكم ولاية كونيتيكت

## وصلات خارجية
- أشجار كونيتيكت المميزة
- جمعية غابات ومتنزهات كونيتيكت
- جمعية الحفاظ على متنزهات إليزابيث - فيديو عن أشجار المتنزه، يظهر فيه ريتشاردسون
- Living on Earth, PRI's Environmental News Magazine; Air Date: September 7, 2012; Segment: Bagging Big Trees (Bobby Bascomb)